# Lavézon
 (janvier 2015).
Pour les articles homonymes, voir Lavézon (homonymie).
Le Lavézon est une rivière du département français de l'Ardèche, affluent du Rhône.

## Géographie
Long de 16,5 km, le Lavézon prend sa source sur le plateau du Coiron, sur la commune de Berzème, à 694 m d'altitude. Il descend les contreforts du Coiron vers le sud-est pour rejoindre le Rhône au niveau de Meysse.

### Communes et cantons traversés
Dans le seul département de l'Ardèche, le Lavézon traverse les cinq communes suivantes, dans deux cantons, de l'amont vers l'aval, de Berzème (source), Saint-Pierre-la-Roche, Saint-Martin-sur-Lavezon, Rochemaure et Meysse (confluence).
Soit en termes de cantons, le Lavézon prend source dans le canton de Villeneuve-de-Berg, puis traverse le canton de Rochemaure, tout en restant dans le seul arrondissement de Largentière.

### Toponyme
Le Lavézon, affluent du Rhône, a donné son nom à la commune de Saint-Martin-sur-Lavezon. Suivant la graphie occitane, "Lavézon" se prononce traditionnellement Lavézou.

## Affluents
Le Lavézon a 7 affluents référencés :
- Ruisseau de Bourdarie (rg), 2,3 km sur les communes de Saint-Pierre-la-Roche (source) et Saint-Martin-sur-Lavézon (confluence) avec un affluent :
  - Ruisseau de Tire-Bœuf (rg), 2,7 km sur la commune de Saint-Martin-sur-Lavézon ;
- Ruisseau de Saraut (rg), 2,5 km sur la commune de Saint-Martin-sur-Lavézon ;
- Ruisseau des Freydières (rd), 3 km sur les communes de Saint-Martin-sur-Lavézon (source), Rochemaure et Meysse (confluence) ;
- Le Rieutord (rg), 10,2 km sur les communes de Saint-Bauzile (source), Saint-Vincent-de-Barrès, Saint-Pierre-la-Roche et Saint-Martin-sur-Lavézon (confluence)  ;
- Ruisseau de Marquet (rg), 1,7 km sur les communes de Saint-Martin-sur-Lavézon (source) et Meysse (confluence) ;
- Ruisseau de la Coutelle (rg), 1,8 km sur la commune de Meysse;
- Ruisseau de Liaud (rd), 4,5 km sur les communes de Rochemaure (source) et Meysse (confluence).

## Hydrologie

### Le Lavézon à Saint-Martin-sur-Lavezon
À Saint-Martin-sur-Lavezon, le module calculé sur une période d'un an est de 220 l/s.

### Crues et étiages
Soumis à un régime cévenol, le Lavézon subit de puissantes crues dues aux fortes pluies automnales. Le reste de l'année le débit du Lavézon est faible.
Les crues caractéristiques sont les suivantes : Q10 = 400 m3/s Q100 = 600 m3/s et Q1000 = 800 m3/s.
Au mois d'août, il arrive parfois dans la partie basse de la rivière, au niveau de Meysse, que le lit soit complètement asséché.

## Tourisme
Malgré le faible niveau d'eau, il est possible de se baigner dans des gours au début de la saison.